# Pablo Oliva
Pablo Oliva Souza (Manaus, Amazonas, 26 de julho de 1976) é um ex-delegado da Polícia Federal e político brasileiro, filiado ao União Brasil (UNIÃO).
Em 2018, foi eleito deputado federal pelo Amazonas com 151.649 votos totalizados (8,60% dos votos válidos).